# Fusion-Klasse
Die Fusion-Klasse ist eine aus zwei Einheiten bestehende Klasse von Doppelendfähren der Reederei P&O Ferries. Die Fähren werden auf der Fährverbindung zwischen Calais und Dover eingesetzt.

## Geschichte
Die Schiffe wurden auf der chinesischen Werft Guangzhou Shipyard International in Guangzhou gebaut. Sie wurden am 23. September 2019 bestellt. Mit dem Bauvertrag wurde auch eine Option auf zwei weitere Einheiten des Typs vereinbart. Der Bau begann mit dem ersten Stahlschnitt für das Typschiff am 15. Oktober 2020. Das Typschiff wurde am 21. Dezember 2020 auf Kiel gelegt und am 28. Februar 2023 an die Reederei übergeben. Die P&O Pioneer nahm ihren Dienst zwischen Calais und Dover am 19. Juni 2023 auf.
Die zweite Einheit, die P&O Liberté, wurde am 29. November 2023 vom Kunden übernommen und trat am 15. Januar 2024 ihre Überführungsfahrt nach Europa an. Am 19. März 2024 wurde sie dann in den aktiven Dienst übernommen.
Die Baukosten für beide Schiffe zusammen belaufen sich auf rund 260 Mio. Euro. Die unter der Flagge Zyperns betriebenen Schiffe sind die ersten Doppelendfähren im Fährverkehr über den Ärmelkanal sowie zum Zeitpunkt des Baus die größten Doppelendfähren überhaupt. Sie sollen die Pride of Canterbury und die Pride of Kent ersetzen.
Der Schiffsentwurf stammte vom dänischen Schiffsarchitekturbüro OSK-ShipTech. Die P&O Pioneer als Typschiff der Klasse wurde im April 2023 auf der Shippax Ferry Conference mit dem „Shippax Award 2023“ in der Rubrik „Ferry Concept & Efficiency“ ausgezeichnet.

## Beschreibung
Das Schiff sind mit einem Hybridantrieb aus elektrischem und dieselelektrischem Antrieb ausgestattet. An beiden Enden der Fähre befinden sich je zwei von Elektromotoren mit jeweils 7.500 kW Leistung angetriebenen ABB-Propellergondeln. Die Schiffe erreichen damit eine Geschwindigkeit von knapp 21 kn. Für die Stromversorgung der Antriebsmotoren und den Bordbetrieb stehen vier von Wärtsilä-Dieselmotoren des Typs W16V31 mit zusammen 34.000 kW Leistung angetriebenen Generatoren zur Verfügung. Diese sind jeweils paarweise in zwei Maschinenräumen untergebracht. Weiterhin wurde ein von einem Cummins-Dieselmotor des Typs K50-D(M) angetriebener Notgenerator verbaut.
Die Schiffe sind mit Akkumulatoren mit einer Kapazität von rund 8,8 MWh ausgestattet. Die Akkumulatoren sind in vier Räumen untergebracht und miteinander vernetzt. Sie werden während der Fahrt mit überschüssigem Strom aus den Generatoren geladen. Das Laden der Akkumulatoren ist grundsätzlich auch mit Landstrom im Hafen möglich. Die dafür nötige Infrastruktur fehlt jedoch bisher sowohl in Calais als auch in Dover. Ein vollelektrischer Antrieb der Schiffe ist zu einem späteren Zeitpunkt vorgesehen. Zunächst plant die Reederei, die Schiffe zumindest im Hafen elektrisch anzutreiben und die Verbraucher während der Hafenliegezeit aus den Akkumulatoren zu speisen.
Die Abwärme der Motoren wird unter anderem für die Heizung und die Bereitstellung von Warmwasser an Bord verwendet. Bei geringem Passagieraufkommen insbesondere in verkehrsschwächeren Zeiten außerhalb der Hauptsaison im Sommer können einzelne Bereiche auf den Passagierdecks geschlossen und so Energie gespart werden.
Die Schiffe sind mit zwei durchlaufenden Fahrzeugdecks auf den Decks 3 und 5 sowie einem weiteren, über Rampen an Bord zugänglichen Fahrzeugdeck auf Deck 7, ausgestattet. Die beiden durchlaufenden Fahrzeugdecks sind über landseitige Rampen zugänglich. Auf den durchlaufenden Decks stehen rund 2800 Spurmeter und auf dem zusätzlichen Fahrzeugdeck weitere rund 800 Spurmeter zur Verfügung. Auf diesem Deck können jedoch aufgrund von Höhenbeschränkungen nur Pkw und kleinere Lieferwagen befördert werden.
Die Einrichtungen für die Passagiere sind auf den Decks 8 und 9 untergebracht. Auf beiden Decks befinden sich unter anderem Restaurantbereiche. Auf Deck 8 sind außerdem ein Shop und ein Aufenthaltsbereich mit Ruhesesseln für die Passagiere eingerichtet. Weitere Aufenthaltsbereiche mit Ruhesesseln befinden sich auch auf Deck 9. Hier sind auch besondere Ruhebereiche, ein Aufenthaltsbereich für Lkw-Fahrer und ein Bereich für Passagiere, die mit Haustieren reisen, eingerichtet. Weiterhin stehen unter anderem ein Kinderspielbereich, ein Raum mit Spielautomaten und eine Umkleide für Lkw-Fahrer zur Verfügung. Auf beiden Decks befinden sich außerdem offene Decksbereiche. Oberhalb der Passagierdecks befinden sich weitere Decks mit den Einrichtungen für die Schiffsbesatzung sowie technische Betriebsräume und die symmetrisch aufgebauten und über die gesamte Breite geschlossenen Brücken. Zur besseren Übersicht bei An- und Ablegemanövern und beim Navigieren in engen Fahrwassern gehen die Nocken etwas über die Schiffsbreite hinaus.
Die Schiffe sind auf beiden Seiten mit je zwei Flossenstabilisatoren – je einer pro Fahrtrichtung – ausgestattet.

## Schiffe
| Fusion-Klasse | Fusion-Klasse | Fusion-Klasse | Fusion-Klasse                                     |
| Bauname       | Baunummer     | IMO-Nummer    | Kiellegung Aufschwimmen Ablieferung               |
| ------------- | ------------- | ------------- | ------------------------------------------------- |
| P&O Pioneer   | 19121007      | 9895161       | 21. Dezember 2020 2. Januar 2022 28. Februar 2023 |
| P&O Liberté   | 19121008      | 9895173       | 21. Dezember 2020 29. November 2023               |